# ملادن راكتشفيتش
ملادن راكتشفيتش مواليد 10 فبراير 1982 في ستنيي، جمهورية يوغوسلافيا الاشتراكية الاتحادية، هو لاعب كرة يد مونتينيغري. يلعب حاليا مع دوبروجا سود كونستانتسا.

## المسيرة الاحترافية
لعب مع نادي فاردار لكرة اليد من سنة 2005 إلى 2009، ثم لعب مع نادي أيه إي كي لكرة اليد في الدوري اليوناني في موسم 2013–2014، ثم لعب مع دوبروجا سود كونستانتسا في الدوري الروماني في موسم 2014–2015، ثم لعب مع دوبروجا سود كونستانتسا في سنة 2015.

## سجل المنافسة
شارك في البطولات التالية:
- بطولة أوروبا لكرة اليد للرجال 2014

## الإنجازات
- دوري أبطال أوروبا لكرة اليد:
  - ربع النهائي: 2000–01، دوري أبطال أوروبا لكرة اليد 2012–13
- كأس أبطال الكؤوس الأوروبية لكرة اليد:
  - ربع النهائي: 2007، 2010